# Пистолет-пулемёт Шварцлозе
Пистолет-пулемёт системы Шварцлозе — прототип немецкого экспериментального пистолета-пулемёта, разработанный конструктором стрелкового оружия Андреасом Вильгельмом Шварцлозе, известным своим станковым пулемётом Шварцлозе (нем. Maschinengewehr Patent Schwarzlose M.07/12). Внутренний механизм пистолета-пулемёта был сделан на основе германского варианта пулемёта Максима — MG 08, но уменьшен и адаптирован под патрон 9×19 мм Парабеллум. Оружие было создано во время Первой мировой войны и, возможно, испытано армией Германии. Уникален своим механизмом питания, что делает его одним из самых необычных экспериментальных образцов оружия первой половины XX века.
О пистолете-пулемёте известно не так много, а подробности открылись сравнительно недавно. Окончательно его модель определили лишь в 2016 году, после конференции в Тульском государственном музее оружия, одном из старейших музеев России. Долгое время даже настоящее название оружия было неизвестно, из-за чего оно имело прозвище «Пистолет-пулемёт Максима» (англ. Maxim submachine gun), а также «SMG 08/18», после появления в компьютерной игре Battlefield 1.

## История
Подробности о происхождении оружия крайне скудны. Считается, что оно было создано в Германской империи в период Первой мировой войны. В 1915 году комиссия по испытаниям стрелкового оружия из округа Шпандау сформировала требования к проектированию пистолетов-пулемётов для немецкой имперской армии. Требовалось надёжное, простое, полностью автоматическое оружие ближнего действия, легконосимое одним человеком, и в котором сочеталось бы удобство пистолета и огневая мощь пулемёта. Также было запрошено, чтобы новое оружие использовало стандартный немецкий пистолетный патрон 9×19 мм Парабеллум. К 1916 году Андреас Вильгельм Шварцлозе из Берлина и Хуго Шмайссер из Зуля, представили свои опытные образцы оружия, которые были тщательно оценены и испытаны. В конечном итоге в 1918 году комиссией была выбрана модель, разработанная Шмайссером от фирмы Теодора Бергманна, получившая название Maschinenpistole (M.P.) 18,I.
Изначально существование этого «экспериментального пистолета-пулемёта» подтверждалось лишь чёрно-белой фотографией экземпляра из коллекции Российской армии в Санкт-Петербурге, а принцип его работы был неясен. Как выяснилось позже, запечатлённый на фото экземпляр был неполным — у него отсутствует передняя деревянная рукоятка и короб загрузочного бункера магазина с патроно-подающим механизмом. В мае 2014 года оружейный эксперт Максим Попенкер опубликовал фотографии второго, уже комплектного, образца из города Тула, который хранится в собрании кафедры «Стрелково-пушечного вооружения» Института высокоточных систем им. В. П. Грязева, Тульского государственного университета (ТулГУ). Эксперты сошлись во мнении, что пистолет-пулемёт базируется на немецком варианте пулемёта Максима — MG 08/18 (лёгкой модернизированной версии MG 08/15 с воздушным охлаждением), ибо имеет типичную автоматику «Максима» с подвижным стволом и рычажным запиранием, а также характерную для MG компоновку.
Идентификация пистолета-пулемёта системы Шварцлозе была произведена в 2016 году по патенту № 332625 от 4 февраля 1921 года, выданному Имперским патентным управлением Германии (нем. Reichspatentamt) Вильгельму Шварцлозе из Шарлоттенбурга. Также был обнаружен патент, выданный Андреасу Вильгельму Шварцлозе в 1902 году в Великобритании на конструкцию патроно-подающего механизма. Представленная в патенте конструкция после некоторой доработки была воплощена в данном пистолете-пулемёте. Немецкий патент № 167815 от 14 сентября 1904 года, показывает, что финальный вариант механизма подачи патронов, использованный в пистолете-пулемёте Шварцлозе, фактически был изобретён Херманом Леманном (нем. Hermann Lehmann) под руководством концерна Friedrich Krupp AG. Имеется несколько изменений от конструкции А. Шварцлозе 1902 года, например, упрощение многоканального зарядного устройства, но основная часть концепции осталась неизменной.
Сколько всего единиц пистолета-пулемёта Шварцлозе было изготовлено — неизвестно, но имеются данные о существовании как минимум двух экземпляров, оба находятся на территории России, однако как они попали туда, достоверно неизвестно. Возможно, они могли быть захвачены как трофеи во время Румынской кампании, примерно в 1916—1918 годах. Во время гражданской войны в Испании, Польша продала Второй Испанской Республике множество избыточного австрийского вооружения. Одна из этих партий, поставленная 7 ноября 1936 года, содержала 167 штук неких пистолетов-пулемётов, описанных как «Austrian sub-machine-guns, old, 08/18» (рус. Австрийские пистолеты-пулемёты, старые, 08/18). Трудно определить, была ли это какая-то ошибка транскрипции со стороны польского правительства или же ссылка на небольшую партию пистолетов-пулемётов системы Шварцлозе на базе пулемёта Максима, модели MG 08/18.

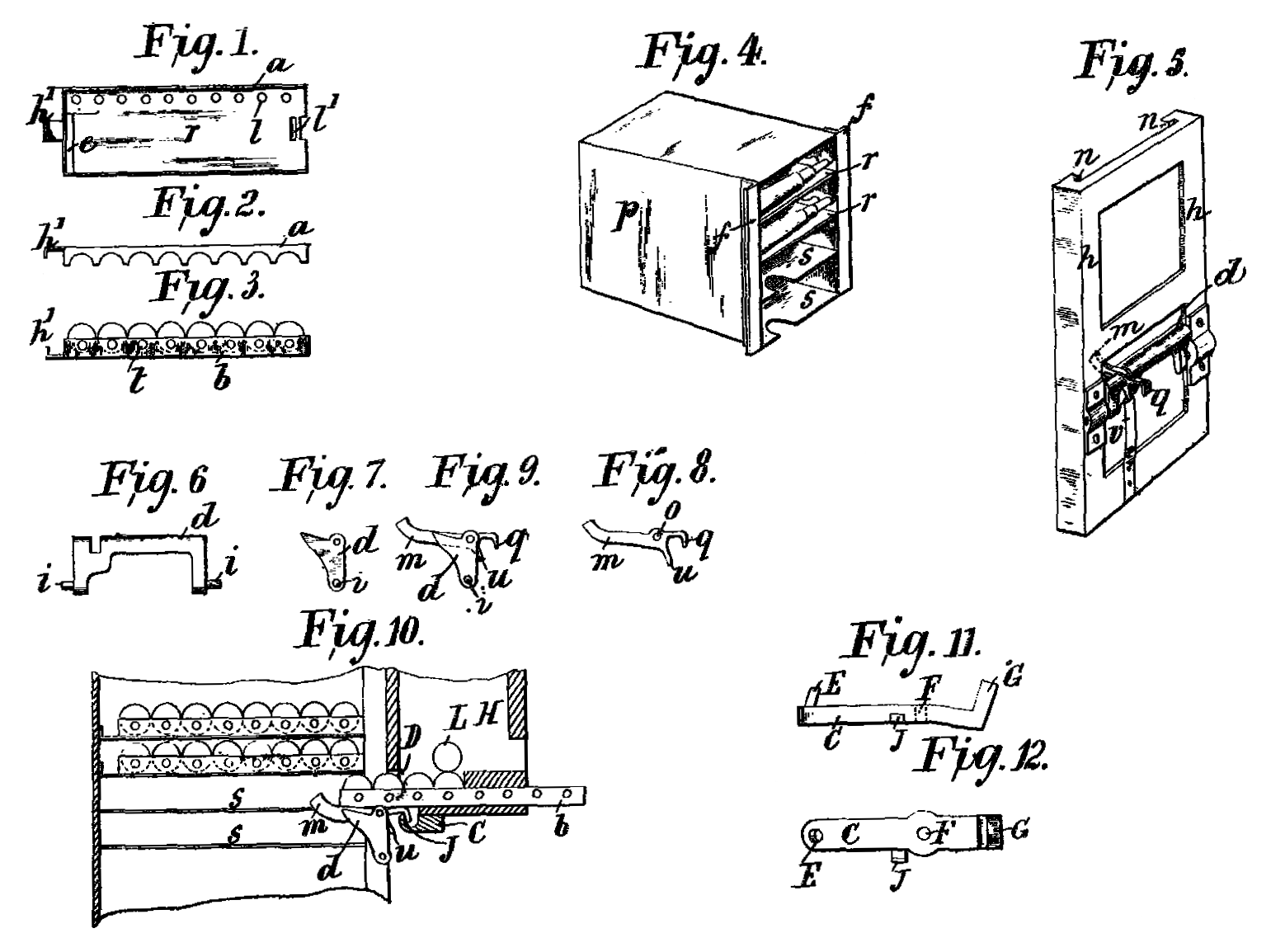
Патент механизма подачи патронов Андреаса В. Шварцлозе, выданный в 1902 году в Великобритании
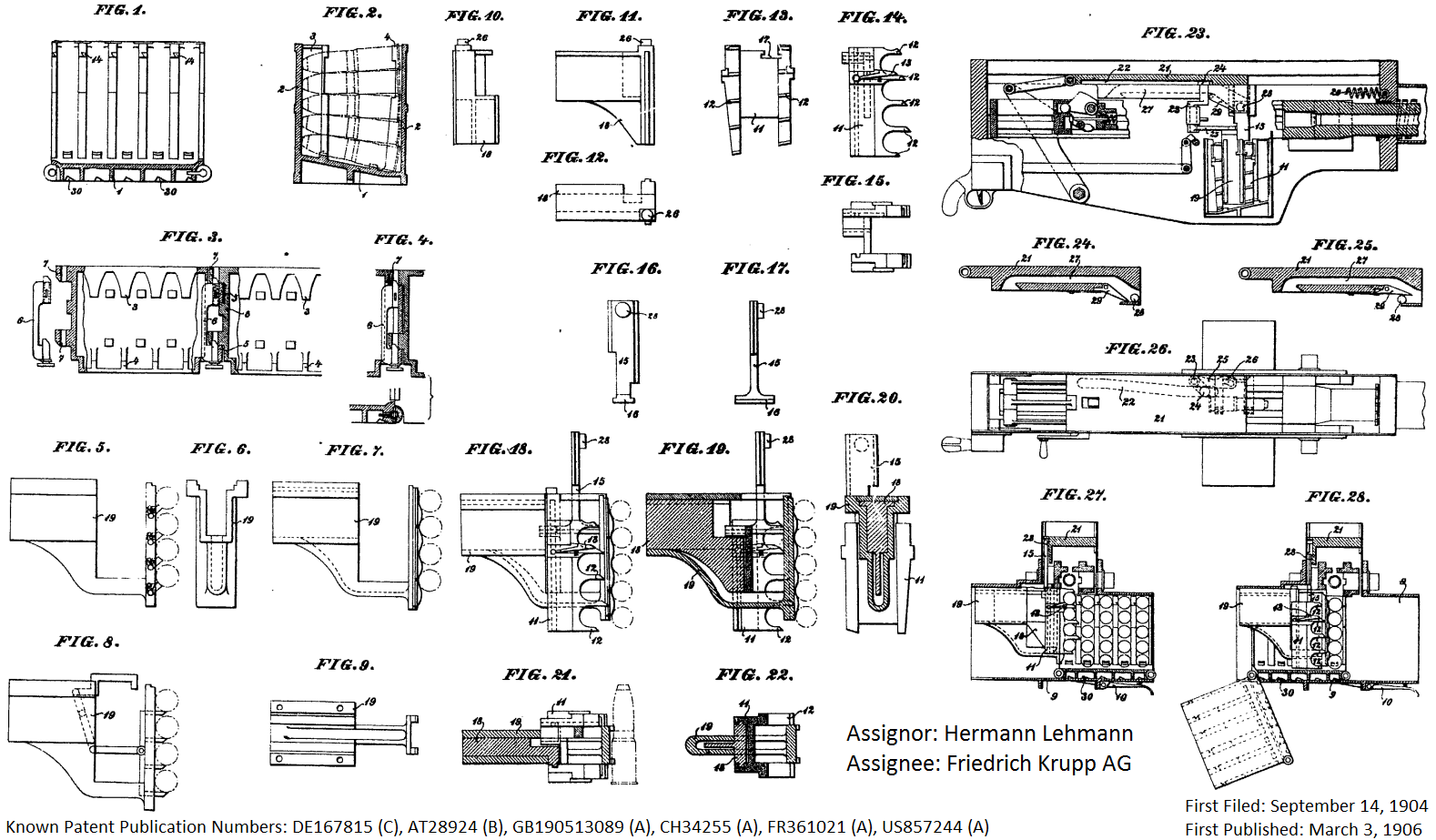
Механизм подачи патронов от Хермана Леманна для пулемёта Максима; рисунки из патента № 167815 от 14 сентября 1904 года
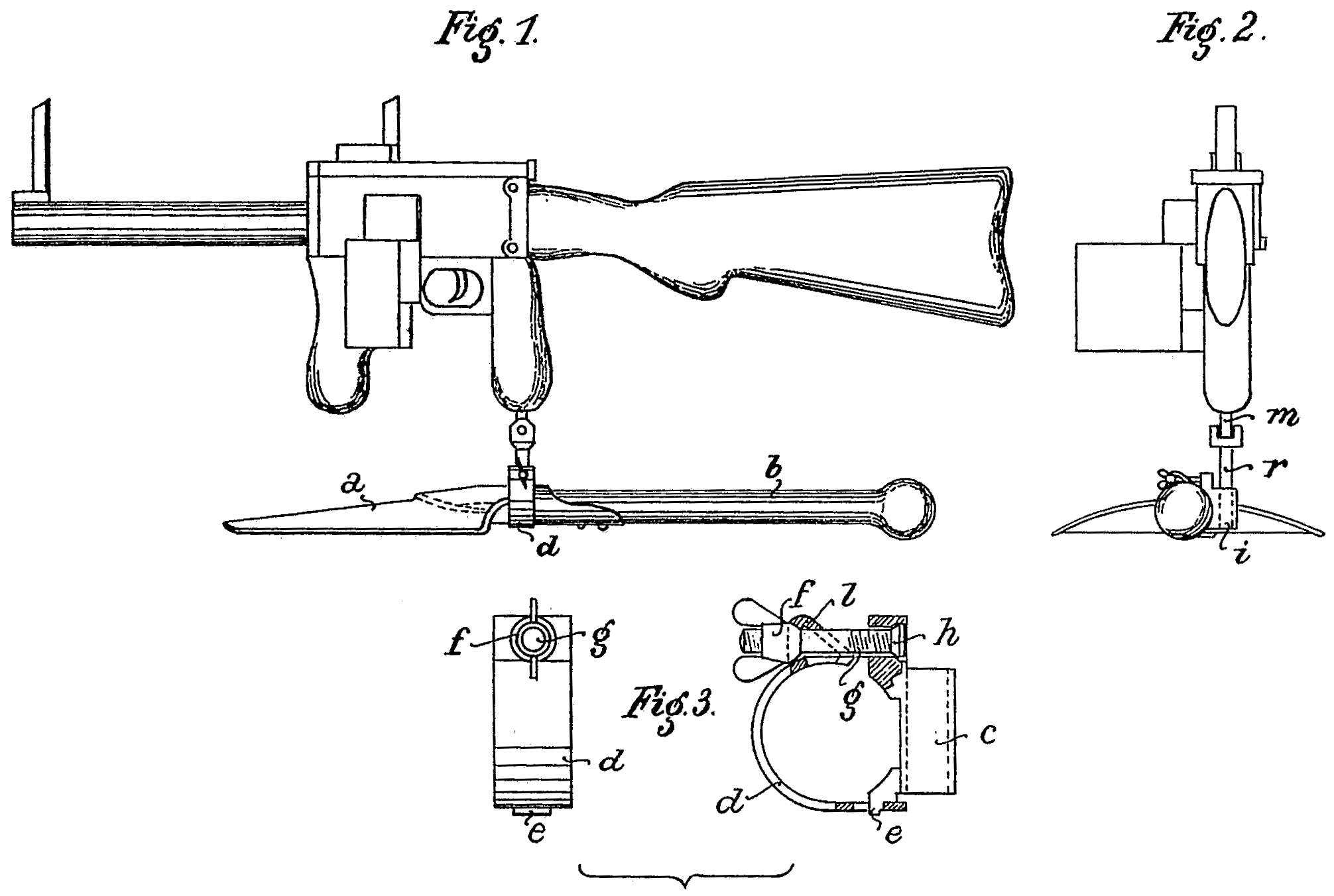
Установка пистолета-пулемёта на малую пехотную лопату; рисунок из патента № 332625 от 4 февраля 1921 года; снизу крупный план хомута
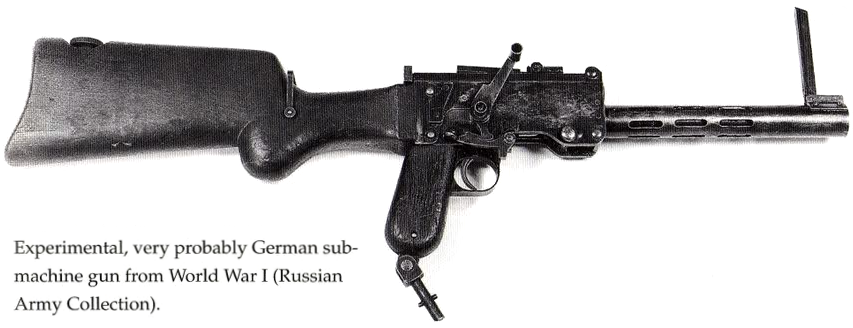
Ранее известное фото неполного прототипа немецкого экспериментального пистолета-пулемёта времён Первой мировой

## Конструкция
Пистолет-пулемёт системы Шварцлозе представляет собой автоматическое оружие, основанное на принципе отдачи ствола при его коротком ходе. Запирание канала ствола производится кривошипно-шатунным механизмом по типу станкового пулемёта системы Максима. В механизм запирания входят кривошип, шатун и состоящий из двух половин затвор, являющийся ползуном кривошипно-шатунного механизма. Ствол и кривошипно-шатунный механизм соединены при помощи рамы, состоящей из двух станин (левой и правой), подобно пулемёту Максима. При запертом канале ствола кривошип и шатун образуют тупой угол, обращённый вершиной вниз, причём шарнир, соединяющий кривошип и шатун, опирается на неподвижный гребень коробки автоматики, чем и обеспечивается прочное запирание канала ствола.
При выстреле пороховые газы, действующие на дно гильзы, а через него на затвор, стремятся отбросить затвор назад, сложив рычаги кривошипно-шатунного механизма — но складывание рычагов возможно только вниз, чему препятствует гребень коробки автоматики. Поэтому все подвижные части (кривошипно-шатунный механизм, рама и ствол) начинают совместный откат, сжимая возвратно-боевую пружину. После примерно 4 мм отката средний шарнир наскакивает на отпирающий профиль гребня коробки автоматики, что приводит к подъёму шарнира вверх — шарнир проходит положение «мёртвой точки» (кривошип и шатун при этом будут располагаться на одной прямой), благодаря чему затвор ещё плотнее прижимается к казённому срезу ствола. К данному моменту пуля уже покинет канал ствола, и при дальнейшем откате подвижных частей средний шарнир окажется выше двух крайних, то есть тупой угол между кривошипом и шатуном «изломится» вершиной вверх; произойдёт отпирание и ускоренный отход затвора назад. Откат подвижных частей ограничивается ударом шатуна о неподвижный гребень коробки автоматики, при этом возвратно-боевая пружина будет находиться в состоянии наибольшего поджатия. Возвратно-боевая пружина витая цилиндрическая, смонтирована в деревянном прикладе пистолета-пулемёта и соединяется с подвижными частями при посредстве толкателя, подобно пулемёту LMG 14 «Парабеллум».
Двигатель автоматики и механизм запирания пистолета-пулемёта Шварцлозе представляются абсолютно избыточными для данного класса оружия, ведь при использовании относительно маломощных пистолетных патронов (9×19 мм Парабеллум) более чем достаточно простейшего свободного затвора. По всей видимости, выбор столь сложной для пистолетов-пулемётов схемы был обусловлен применением в высшей степени оригинального патроно-подающего механизма, детали которого приводятся в действие откатывающимся стволом.
Патроно-подающий механизм пистолета-пулемёта Шварцлозе крайне оригинален по конструкции и имеет некоторое сходство с патроно-подающим механизмом японского ручного пулемёта Nambu Type 11. Подача патронов осуществляется из кассеты, имеющей 10 вертикальных направляющих («колонок») на 8 патронов каждая; в направляющих кассеты располагаются проточки гильз патронов. Кассета с патронами вставляется в большой бункер-приёмник с крышкой. Перемещение патронов из колонки вверх на линию досылания осуществляется двумя гребёнками (наружной и внутренней), имеющими рычажный привод от подвижных частей, причём рычаг привода соединяется с правой станиной рамы. При откате ствольной группы рычаг поворачивается; наружная гребёнка опускается вниз и одновременно смещается влево; зубья наружной гребёнки захватывают патроны в колонке. При накате ствольной группы наружная гребёнка смещается вправо, а патроны от смещения вниз удерживает внутренняя гребёнка, которая в конце наката смещается влево и захватывает своими зубцами поднявшиеся патроны. Внутренняя гребёнка смещается вправо и освобождает патроны в конце отката, одновременно с движением наружной гребёнки влево.
Передвижение кассеты производится своеобразным рычажно-копирным механизмом, который приводится в действие также от ствольной группы. При откате ствольной группы рычаг поворачивается назад, ось рычага одновременно обкатывается по копиру, вследствие чего расположенная в нижней части рычага собачка поворачивается назад (сжимая свою пружину) и смещается влево, совершая холостой ход и захватывая кассету за очередной вырез (вырез выполнен в верхней части колонки для патронов). Но если колонка, в вырез которой заскакивает собачка, ещё не израсходована, то донце гильзы патрона, располагающегося напротив выреза, не позволит зацепу собачки зайти в вырез (донце гильзы все время удерживает собачку выжатой). При накате ствольной группы рычаг с собачкой перемещается в обратном направлении, перемещая кассету, если очередная колонка с патронами была израсходована (донце гильзы при этом не будет
удерживать собачку в выжатом положении, и зацеп собачки сможет захватить стенку выреза в кассете). От перемещения назад кассета удерживается неподвижной защёлкой, которая также сцепляется со стенками вырезов в кассете и соединена с кнопкой разрядника в задней части приёмника. Для разряжания пистолета-пулемёта следует открыть крышку приёмника и, нажав на кнопку разрядника, вытащить освобождённую кассету влево. Для заряжания надо, открыв крышку, вставить кассету с патронами в направляющую приёмника и дослать кассету направо до упора. Кассета имеет T-образный направляющий выступ, а в корпусе приёмника выполнен соответствующий направляющий паз.

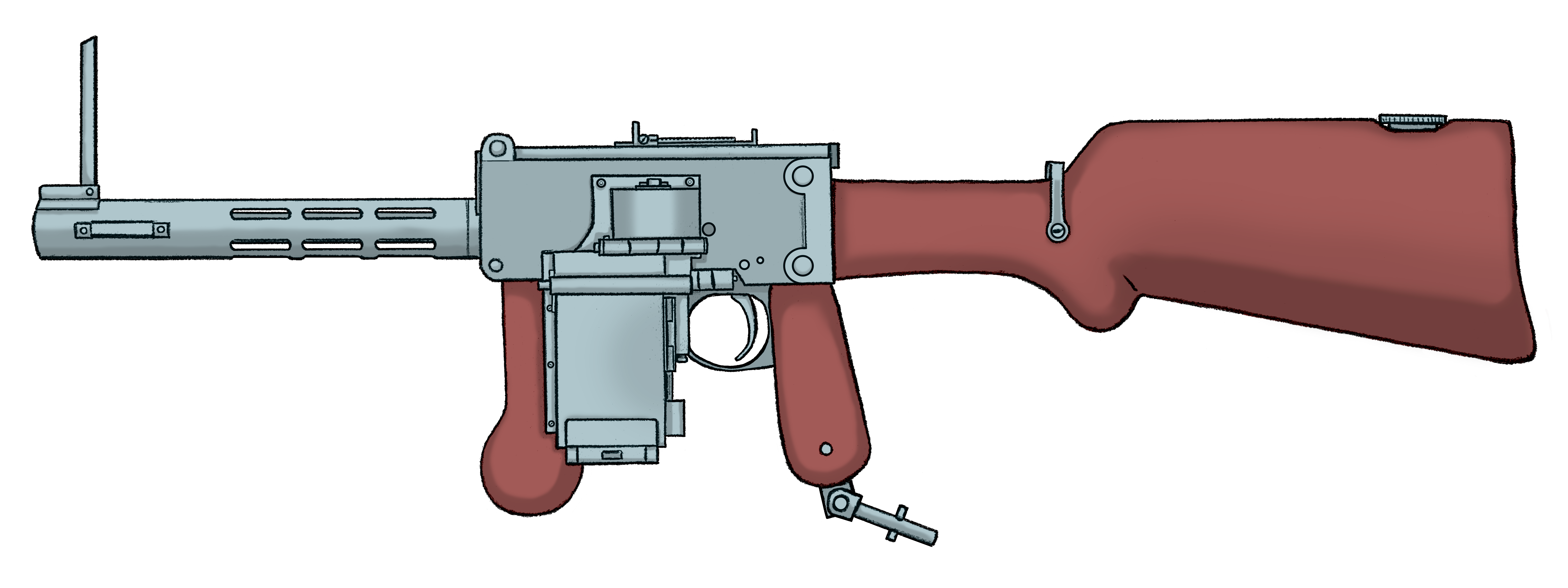
Рисунок пистолета-пулемёта

Решение патроно-подающего механизма пистолета-пулемёта Шварцлозе поражает своей оригинальностью и чрезмерной сложностью. Единственным преимуществом конструкции является на редкость малый «мертвый вес» патронных кассет при их более чем значительной емкости (80 патронов). Масса пустой кассеты составляет 180 грамм: таким образом «удельная масса» кассеты составляет 2,25 грамма на 1 патрон. Для сравнения — масса пустого барабанного магазина пистолета-пулемёта Suomi M/31 емкостью 70 патронов составляет около 1 кг (примерно 14,2 грамма на 1 патрон), а масса пустого четырёхрядного коробчатого магазина того же Suomi M/31 емкостью 50 патронов равна 400 граммам (8 граммов на 1 патрон). Таким образом, в данной конструкции «удельная масса» кассеты весьма мала и сопоставима с «удельной массой» патронных лент (например, масса одного звена отечественной патронной ленты для пулемётов Калашникова составляет примерно 6 граммов). Платой за это единственное положительное качество стали серьёзное усложнение конструкции оружия и увеличение его габаритов. Расположение громоздкого приёмника на 80 патронов с левой стороны оружия крайне затрудняет его удержание при стрельбе, увеличивает поперечный габарит и заметно ухудшает балансировку в поперечном направлении.
Досылание прямое; очередной патрон подаётся гребенками патроно-подающего механизма прямо в неподвижные зацепы-извлекатели затвора. При этом очередной патрон выталкивает вверх из зацепов затвора стреляную гильзу; гильза попадает в гильзоулавливатель, расположенный в передней части крышки, и удерживается там пружинной защёлкой. В накате гильза удаляется в гильзоотводное окно вперёд следующей стреляной гильзой. Ударный механизм ударникового типа: ударник приводится в действие выступом на переднем конце кривошипа — когда рычаги полностью раскладываются (происходит запирание), выступ кривошипа нажимает на задний торец ударника, ударник продвигается вперед, боёк выходит за зеркало затвора и накалывает капсюль — происходит выстрел.
Спусковой механизм исключительно прост и состоит из единственной подпружиненной детали — спускового крючка. Шептало выполнено на верхней части спускового крючка и захватывает кривошип, на котором выполнен уступ боевого взвода. Предохранитель от случайного выстрела также весьма прост и имеет вид защёлки, блокирующей рукоятку перезаряжания. Для постановки оружия на предохранитель необходимо повернуть рукоятку перезаряжания назад до упора и, удерживая её повернутой, поднять вверх защёлку предохранителя, после чего отпустить рукоятку. При отпускании рукоятки зацеп с нижней её стороны сцепится с ответным зацепом предохранителя, что заблокирует поворот кривошипа и сделает невозможным производство выстрела. Для снятия оружия с предохранителя необходимо опять же повернуть рукоятку перезаряжания назад до упора, повернуть защёлку предохранителя вниз и отпустить рукоятку — при этом поворот рукоятки и кривошипа будет разблокирован.
Шкворень в нижней части пистолетной рукоятки предназначен для монтажа пистолета-пулемёта на какую-либо установку. В 1921 году Вильгельм Шварцлозе получил патент на весьма оригинальную систему установки своего образца, где в качестве придающей устойчивость оружию опоры используется обыкновенная малая пехотная лопата. На черенок лопаты сразу позади лезвия укрепляется хомут, имеющий гнездо для шкворня пистолетной рукоятки. При стрельбе, например, лёжа или из окопа стрелок мог положить лопату с присоединенным к ней хомутом на грунт и вставить шкворень пистолета-пулемёта в гнездо хомута. Предполагалось, что лежащая на грунте лопата будет играть роль легкой сошки, что поможет повысить устойчивость оружия при стрельбе и облегчить удержание достаточно громоздкого и тяжелого пистолета-пулемёта данной системы.

### Недостатки
Пистолет-пулемёт системы Шварцлозе исключительно оригинален по своей конструкции. Патроно-подающий механизм образца представляет определённый интерес с точки зрения крайне малого «мертвого веса» патронных кассет, но чрезмерно сложен по конструкции и функционированию, содержит значительное количество движущихся деталей и малонадёжен в действии. Также для пехотного оружия подобный патроно-подающий механизм с кассетами ёмкостью 80 патронов был излишним.
Оригинальное оформление и избыточная сложность патроно-подающего механизма предопределили и сложность конструкции оружия в целом. Также к существенным недостаткам пистолета-пулемёта можно отнести его громоздкость, значительную массу и крайнее неудобство удержания оружия при стрельбе. Для устранения этих недостатков автор приспособил в качестве опоры для оружия малую пехотную лопату. Пистолет-пулемёт Шварцлозе не имел шансов поступить на вооружение вследствие ничем не оправданной сложности конструкции, особенно по сравнению с его «ровесником» — MP-18/I.

## Отражение в культуре и искусстве

### В компьютерных играх
Пистолет-пулемёт Шварцлозе фигурирует в компьютерной игре Battlefield 1 в сеттинге Первой мировой войны. Он стал доступен в сентябре 2017 года с выходом дополнения «Во имя Царя» (англ. In the Name of the Tsar), посвящённого Российской империи. На момент разработки игры информации об оружии практически не существовало. Из-за ограниченной информации, игровое изображение частично основано на предположениях со стороны компании DICE: оружие названо в игре как «ПП „Максим“ 08/18» (англ. SMG 08/18), основанное на статье Forgotten Weapons 2014 года.